# George Brunner (Komponist)
George "Skip" Brunner (* 24. August 1951 in Philadelphia) ist ein US-amerikanischer Komponist, Musiker und Musikproduzent.
Brunner war 1996, 1998 und 2001 Composer in Residence am Elektronmusikstudion (ems) in Stockholm, außerdem 2001 an der Kungliga Musikhögskolan i Stockholm. 2002 war er Co-Direktor des von der Istanbul Bilgi University organisierten ersten internationalen Festivals für elektroakustische Musik in Istanbul, für das er ein interaktives Werk für gesprochenen Text und Klänge aus der Stadt Istanbul komponierte.
Im Auftrag der Royal Irish Academy of Music komponierte er 2003 das Perkussionstrio Union. Im gleichen Jahr war er Composer in Residence des Institut international de musique électroacoustique de Bourges (IMEB) und komponierte für das Festival Synthese 2003 Bourges das elektroakustische Werk Within/Without. Beim internationalen Festival für elektroakustische Musik des Brooklyn College und dem Festival für neue Musik der Istanbul Bilgi University präsentierte er 2004 das Stück Constellation 2: Fragile Light für Sopran, Flöte, Perkussion und Live-Elektronik. Für Morris Long und sein Ensemble komponierte er Elixir of the Central Fire für Solo-Pauker, drei Perkussionisten und Playback-CD.
Beim SPARK Festival der University of Minnesota wurde sein Konzert Pianelan für Klavier, Stimme und Flöte aufgeführt. Für das Remarkable Theater Brigade komponierte Brunner 2009 die Oper Delete, die in der Carnegie Hall uraufgeführt wurde. Daneben produzierte er elektroakustische Werke von Komponisten wie Morton Subotnick, John Cage, Pauline Oliveros, Robert Dick, Charles Dodge, Jon Appleton, Noah Creshevsky, James Mobberley, Jean-Claude Risset, Lars Gunnar Bodin, Sten Hanson, Françoise Barriere und Christian Clozier. Brunner ist Direktor des Musiktechnologieprogramms am Brooklyn College, Gründer des Brooklyn College Electroacoustic Music Ensemble und des zweijährlichen International Electroacoustic Music Festival am Brooklyn College.